# Theater und Orchester Neubrandenburg/Neustrelitz
Die Theater und Orchester GmbH Neubrandenburg/Neustrelitz ist ein Kulturträger in Mecklenburg-Vorpommern. Die GmbH ist Träger eines Mehrspartentheaters für Musiktheater und Schauspiel und Träger des Orchesters Neubrandenburger Philharmonie. Hauptspielstätten sind das Landestheater Neustrelitz, das Schauspielhaus Neubrandenburg und die Konzertkirche Neubrandenburg. Die GmbH veranstaltet auch die Schlossgartenfestspiele Neustrelitz.
Die Leitung haben Sven Müller als Geschäftsführer, Operndirektor und Intendant, Malte Bähr als kaufmännischer Geschäftsführer, Tatjana Rese als Schauspieldirektorin sowie Generalmusikdirektor Sebastian Tewinkel als Chefdirigent inne.

## Geschichte
Die Gesellschaft wurde 2000 gegründet als Fusion der Landestheater Mecklenburg GmbH, des Kammertheaters Neubrandenburg e. V. und der Neubrandenburger Philharmonie e. V. Gesellschafter der GmbH sind der Landkreis Mecklenburgische Seenplatte, die Stadt Neubrandenburg und die Stadt Neustrelitz.
Nach Auflösung des eigenständigen Neustrelitzer Opernorchesters wird das Neubrandenburger Orchester neben seinen Konzerten in Neubrandenburg auch als Orchester für das Musiktheater in Neustrelitz eingesetzt.

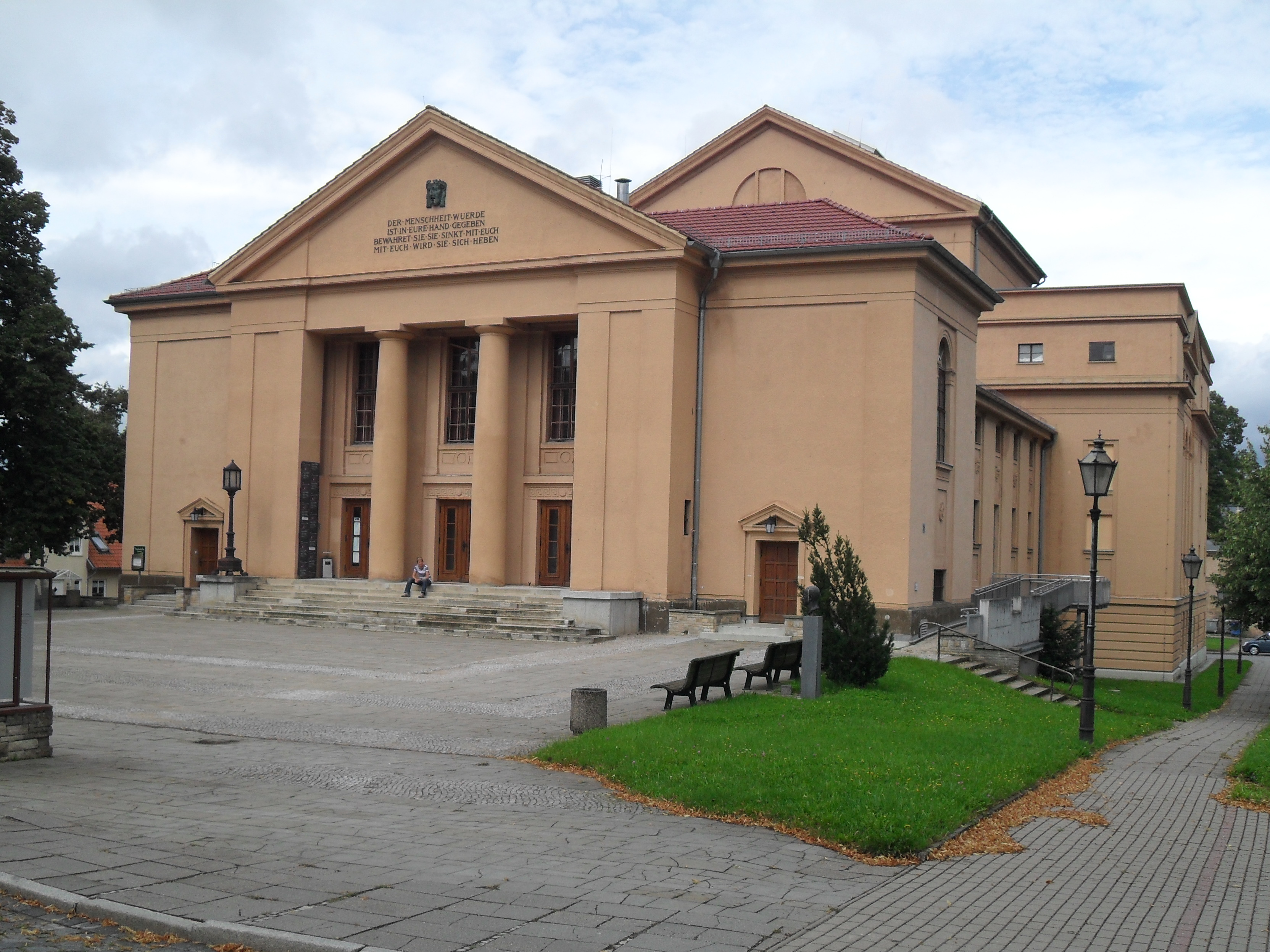
Landestheater Neustrelitz
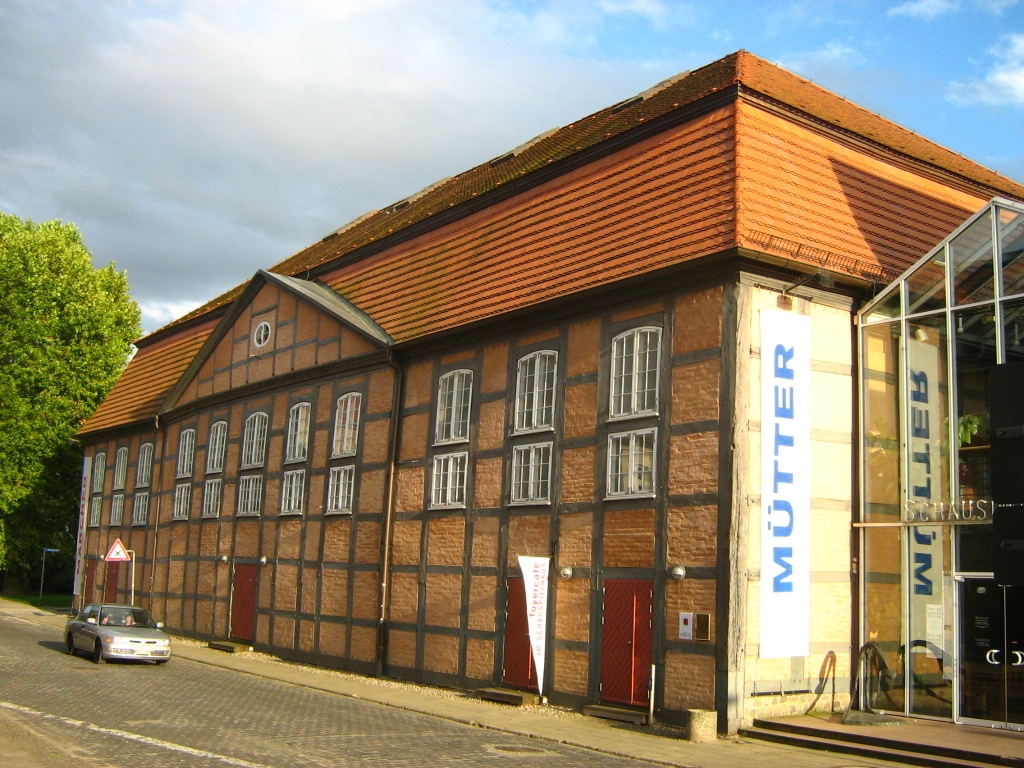
Schauspielhaus Neubrandenburg
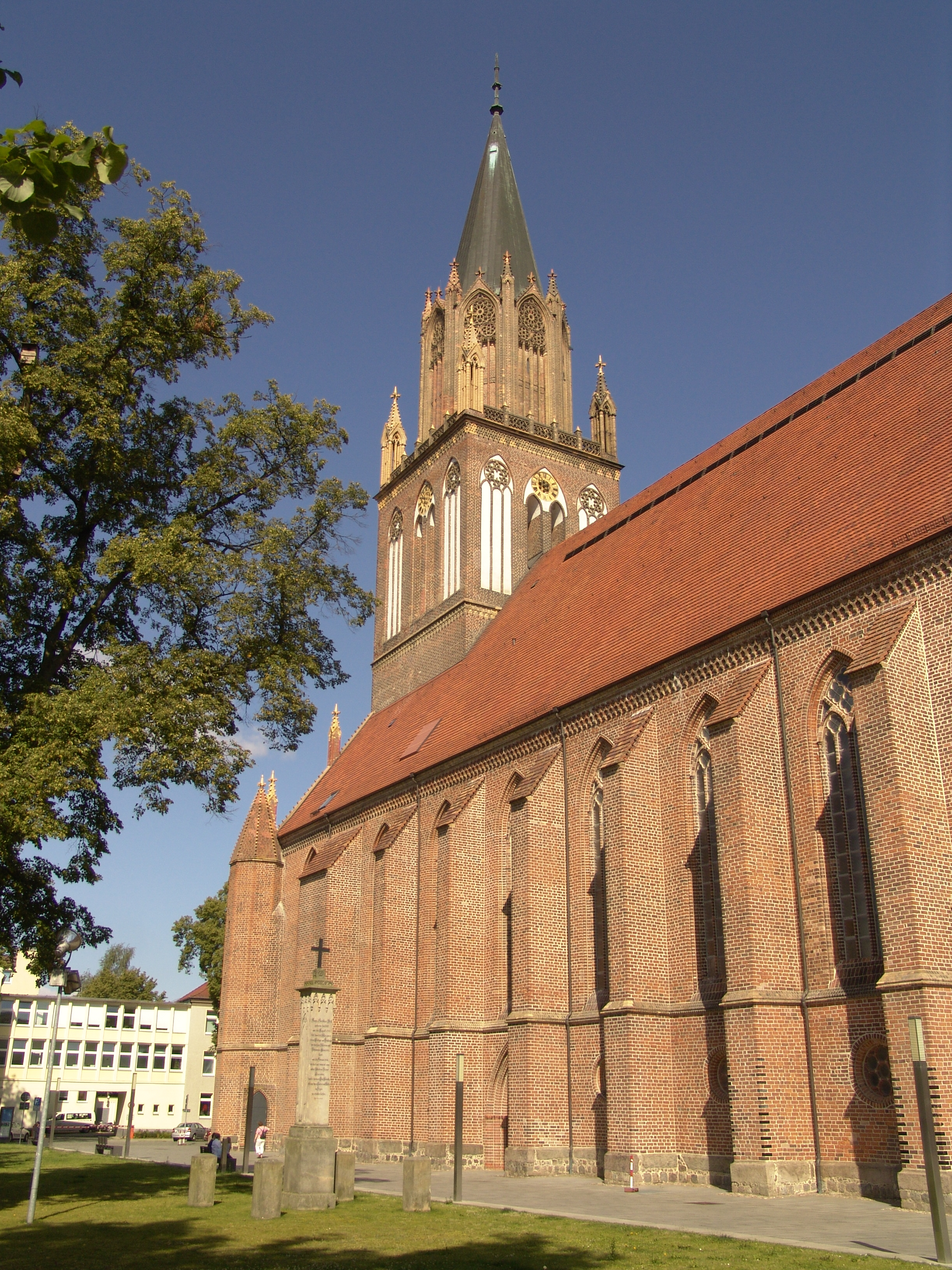
Konzertkirche Neubrandenburg (Marienkirche)

## Neubrandenburger Philharmonie

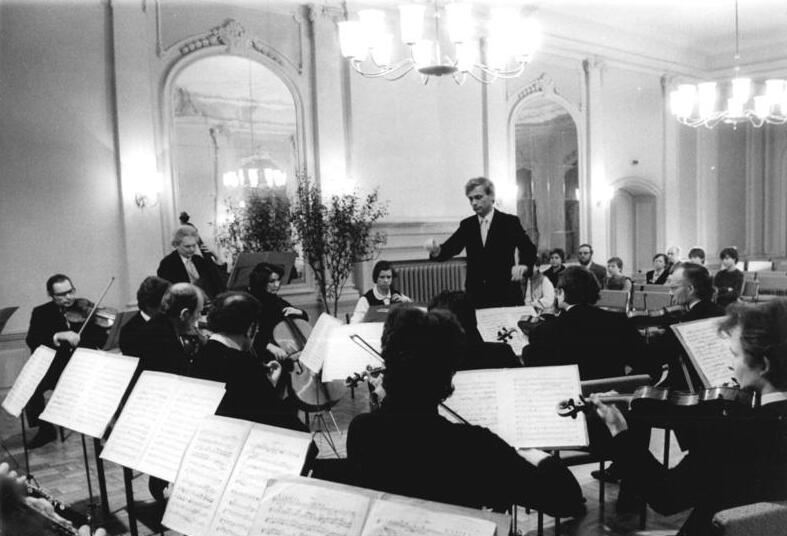
Konzert 1985 in Gutshaus Tützpatz

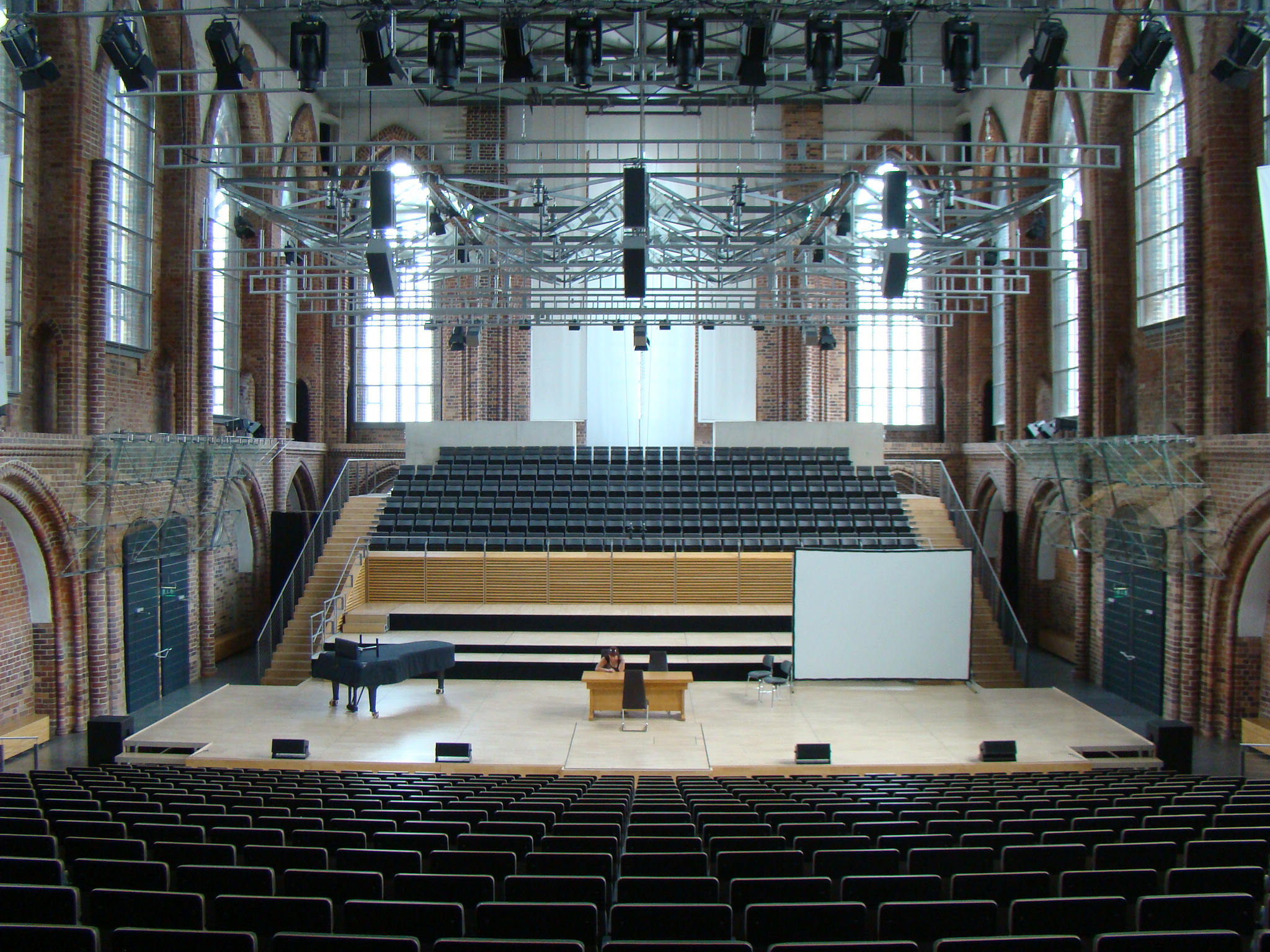
Hauptspielstätte der Neubrandenburger Philharmonie: die Konzertkirche Neubrandenburg

Seit 1951 wurde in Neubrandenburg eine Musiziergemeinschaft mit einem eigenen Dirigenten etabliert, die schnell zu einem kleinen Sinfonieorchester anwuchs. Das erste öffentliche Konzert des „Kreisorchesters Neubrandenburg“ folgte am 17. Juli 1951. Dieses bestand aus dem „Städtischen Orchester Neubrandenburg“ und Mitgliedern der Berufsmusiker-Gemeinschaften aus Friedland und Woldegk. Im Jahre 1981 erhielt das Ensemble seinen bis heute verwendeten Namen „Neubrandenburger Philharmonie“.
Seit 2001 wird die restaurierte und umgenutzte Marienkirche als Konzertkirche unter anderem für die Philharmonie genutzt. Chefdirigent war bis 2015 Stefan Malzew. Unter ihm wurden die „Neubrandenburger Konzertnächte“ etabliert. Das Orchester gastierte an diversen Häusern weltweit, 2009 erstmals auch an der renommierten Berliner Philharmonie.

## Puppentheater Neubrandenburg
Obwohl Puppenspiel in Neubrandenburg keine feste Tradition besaß, wurde 1976 ein Theater unter Leitung von Gisela Templin, Gabriele Hähnel, Werner Hennrich, Thomas Mierau und Peter Waschinsky gegründet und im Oktober 1977 als das 13. staatliche Puppentheater der DDR eröffnet. Sein Bühnenprogramm richtete sich erstmals in der DDR durchgängig auch an Erwachsene. Zu den einflussreichsten und auch international prämierten Inszenierungen gehörten Brechts "Furcht und Elend des Dritten Reiches" (Regie Peter Waschinsky), Heiner Müllers "Die Umsiedlerin oder Das Leben auf dem Lande" (Regie Monika Seerig/Bert Koß) sowie August Strindbergs "Fräulein Julie" (Regie Marlis Hirche/Gerlinde Tschersich/Monika Seerig/Knut Hirche/Bert Koß). 1994 zog das Ensemble unter dem Namen Kammertheater Neubrandenburg in das renovierte Schauspielhaus, das älteste Theatergebäude Mecklenburgs, ein. Wenngleich die 1990er Jahre eine intensive, experimentierfreudige Schaffensphase bedeuteten, beendete im Jahre 2001 der von der Landesregierung vorangetriebene Zusammenschluss des Kammertheaters mit der städtischen Philharmonie und dem Landestheater Neustrelitz die kurze Puppentheater-Tradition der Stadt.